# Froteurism
Froteurismul (din franceză frotteurisme, din verbul frotter = a freca), denumit și frotaj, este o parafilie care constă în împlinirea satisfacției sexuale prin atingerea și frecarea, în special a organelor sexuale, de trupul unui străin, cel mai adesea fără consimțământul acestuia.
În general, pentru ca satisfacția să fie completă, actul de froteurism este realizat în locuri publice, aglomerate, prin atingerea sau frecarea de persoane care nu se așteaptă și nu sunt de acord cu așa ceva.
Cel mai adesea, frecarea organelor genitale masculine de o femeie străină are loc în mijloace de transport în comun, de unde perversul poate scăpa relativ ușor în cazul în care se cheamă poliția.
Acest tip de deviație a comportamentului sexual, care constă în căutarea excitării sexuale prin frecarea de alte persoane este considerată o erotizare cutanată.
Froteurismul apare de regulă în adolescență, însă cele mai frecvente acte de acest tip apar în jurul vârstei de 15-25 ani. Odată cu trecerea timpului, acestea scad în frecvență. Atunci când bărbații își freacă organele genitale de coapsele sau fesele victimei, sau îi mângâie organele genitale sau sânii cu mâinile, ei își imaginează o relație afectuoasă, senzuală cu victima lor.